# イジャスラフ2世
イジャスラフ2世（Изяслав II Мстиславич, 1097年 - 1154年）は、キエフ大公（在位：1146年 - 1149年、1150年、1150年 - 1154年）。父はムスチスラフ1世、母はスウェーデン王女クリスティーナ。

## 略歴
1097年にノヴゴロドに生まれる。1129年にポロツクとミンスク公国を得る。1132年にペレヤスラヴリ・ルースキーの公になる。
1146年に、フセヴォロド2世の跡を継いでキエフ大公になったその弟イーゴリ2世を攻め立て、彼を打ち破って捕虜とし、キエフ大公位につく。久々にモノマフ一門がキエフ大公位に就いたことになる。
これ以降、チェルニゴフのダヴィド一門（当時は上記フセヴォロドやイーゴリらオレーク一門と敵対関係にあった）と同盟を結び、キエフの大公位を堅固にする。しかし、そのことが切っ掛けとなり、オレーク一門の年長者チェルニゴフ公スヴャトスラフ（フセヴォロド2世らの弟）と敵対し、このオレーク一門は、イジャスラフと争っていた彼の叔父スズダリ公ユーリー・ドルゴルーキーと同盟関係を結ぶことになる。
イジャスラフとユーリーは、モノマフ一門の中で長上権を争っていた。年長制に基づくなら、モノマフ一門の年長者はユーリーの兄ヴャチェスラフだった。しかし、ウラジーミル・モノマフは長男ムスチスラフの子孫にキエフ大公位を継がせようと試みていたので、ここでイジャスラフに代表されるムスチスラフ一門と叔父ユーリーらとのあいだで争いが生じたわけである。結局、この時にはキエフ市民の支持を得たイジャスラフが勝利した。
1147年には、キエフと全ルーシの府主教に、生粋のルーシ人クリム（クリメント）を任命しようとする大公イジャスラフに対し、弟ロスチスラフを含め、多くの者が反発した。
この頃、ダヴィド一門がオレーク一門とともに、囚われの身である元大公イーゴリ2世を救出し、イジャスラフを殺害しようと目論むが、この動きを察知したキエフ市民は、イーゴリが救出される前に彼を殺害した。
1149年以降約二年間、イジャスラフはユーリー・ドルゴルーキーによりキエフ大公位を奪われたままであった。イジャスラフはユーリーの同盟者たち、すなわちオレーク一門、ガーリチのヤロスラフ八賢公（ユーリーの義理の子）、ポロヴェツ人から攻撃を受け続けた。
1151年以降、イジャスラフはユーリーの兄ヴャチェスラフをイジャスラフの共同統治者にすることで、ユーリーとの争いを収めた。イジャスラフはこれによりその死までキエフに留まることが出来た。
1154年に死去。その後は、弟ロスチスラフが兄が築いた体制を引き継ぎ、ヴャチェスラフとキエフを共治する。

## 子女
最初の妃はドイツ王コンラート3世の娘アグネス（改宗後はリュバヴァ）で、1151年に死別するまでに4人の子女をもうけた。
- ムスチスラフ2世
- ヤロスラフ2世
- ヤロポルク - シュムスク公
- エヴドキヤ - ポーランド大公ミェシュコ3世と結婚、子女5人

1154年に二番目の妃であるグルジア王デメトレ1世の娘ルスダンを迎えたが、イジャスラフ2世は再婚後まもなく没した。